# Arlequin valet de deux maîtres
Arlequin valet de deux maîtres ou Arlequin serviteur de deux maîtres (Il servitore di due padroni ou Arlecchino servitore di due padroni) est une pièce de théâtre en trois actes de Carlo Goldoni, une comédie écrite en 1745, traduite aussi sous le titre Le Valet de deux maîtres.

## Historique

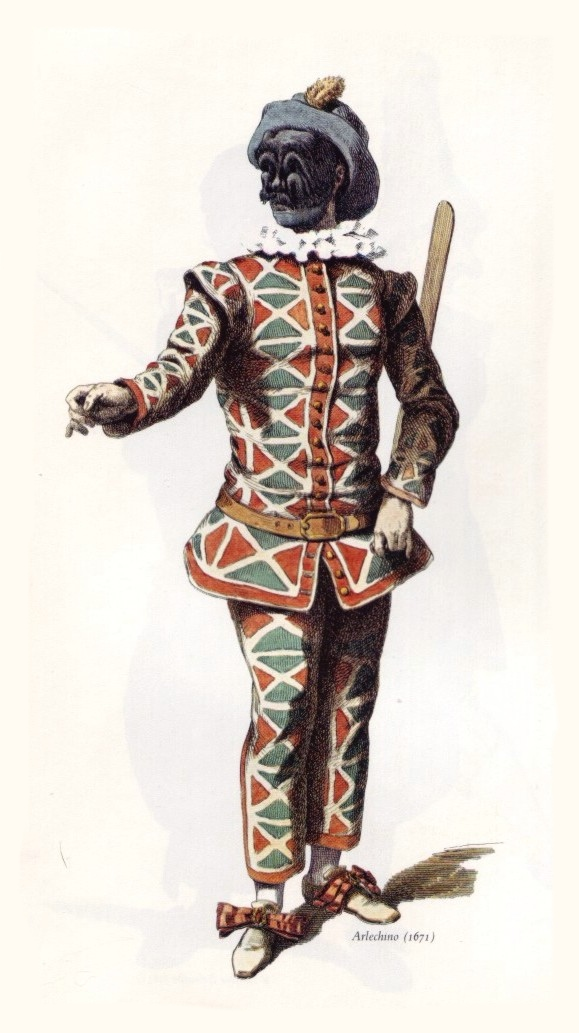
Harlequin dans l'année 1671.

Carlo Goldoni n'est pas à l'origine du sujet qui a été joué à Paris en 1718 par Luigi Riccoboni au théâtre italien de Paris dans une pièce de Jean-Pierre des Ours de Mandajors. Carlo Goldoni l’a écrite à la demande de l’acteur Antonio Sacchi, connu pour son interprétation du rôle d’Arlequin. Truffaldin est le nom donné à l'Arlequin dans le texte original. Il témoigne dans ses mémoires : 
«Il m'envoyoit même le sujet sur lequel il me laissoit libre de travailler à ma fantaisie. [. . .] C'étoit Le valet de deux Maîtres le sujet que l'on me proposoit»
Dans l'ensemble, et notamment en ce qui concerne les personnages, le dramaturge s'est inspiré de la commedia dell'arte : on trouve ainsi dans cette pièce, Arlecchino, Brighella, Pantalone... Goldoni l'assume clairement dans l'avis au lecteur de sa pièce :
«On peut aisément l’appeler « commedia giocosa », semblable aux autres canevas des histrions de la Commedia dell’Arte»
La pièce est jouée à Venise en 1746. Mais ce n'est qu'en 1753 que Goldoni la rédige définitivement en tenant compte de l'interprétation d'Antonio Sacchi.
En effet, bien qu'elle ait été publiée en 1753, cette pièce fut écrite avant le début de son projet de réforme du théâtre, dans lequel il s'éloigne de la commedia dell'arte[réf. nécessaire].
Giorgio Strehler a mis en scène cette pièce à de très nombreuses reprises tout au long de sa carrière. Le théâtre de l'Odéon l'accueille à quatre reprises. En 1987, Giorgio Strehler crée sa sixième version d'Arlequin, au Piccolo Teatro qui se jouera dans le monde entier.

## Intrigue

### Acte I
Dans la maison de Pantalon, riche marchand vénitien, se négocient les derniers arrangements du mariage qui doit unir Clarisse, la fille unique du maître des lieux, à Silvio, le fils du docteur Lombardi. Survient inopinément Arlequin, qui annonce la visite de son nouveau maître Federigo Rasponi, natif de Turin. La nouvelle plonge l'assemblée dans la stupeur : n'a-t-on pas déploré tout récemment la mort de Federigo, l'ancien fiancé de Clarisse, assassiné à Turin dans une embuscade ? C'est à la suite de ce malheur que Pantalon n'a pas hésité à promettre sa fille à un nouveau prétendant. Arlequin profite de ces débats pour faire de son côté la cour à Sméraldine, la femme de chambre de Clarisse.
Chez l'aubergiste Brighella, il se dit que c'est en réalité Béatrice, la sœur de Federigo Rasponi, qui se dissimule sous les habits de ce dernier. La jeune femme est à la recherche de son amant Florindo Aretusi. Accusé d'être l'assassin de Federigo, Florindo s'est enfui de Turin et a trouvé refuge à Venise. Brighella qui a connu les Rasponi à Turin, est le seul à avoir percé à jour l'identité véritable de Béatrice. En sortant de l'auberge de Brighella, Arlequin engage conversation avec Florindo qui s'offre à l'employer. Arlequin accepte : le voici donc serviteur de deux maîtres, qui ne sont autres, hasard facétieux, que les deux amants, dont l'un est en quête de l'autre.
Silvio se rend à l'auberge pour provoquer Federigo en duel. Arlequin l'abuse et le conduit chez son autre maître Florindo. Silvio apprend à Florindo atterré que Federigo est vivant. Mandé par Béatrice, Arlequin est allé au bureau de poste où il a relevé le courrier de ses deux maîtres. Il mélange les lettres et remet à Florindo celles qui étaient adressées à la jeune femme : le jeune homme apprend donc la présence à Venise de sa bien-aimée. Arlequin remet aussi par erreur à Florindo une bourse de cent ducats que Pantalon avait destinée à celui qu'il croit être Federigo. Béatrice-Federigo se rend à la maison de Pantalon et y rencontre Clarisse. Pour lui redonner courage, Béatrice lui révèle son identité véritable et les raisons qui l'ont conduite à se travestir. Clarisse promet de garder le secret.

### Acte II
Silvio et le Docteur se disputent avec Pantalon qu'ils accusent de légèreté : n'a-t-il pas, en moins d'une heure, arrangé, pour aussitôt l'annuler, le mariage de sa fille ? Silvio ne manque pas d'adresser aussi de virulents reproches à Clarisse, laquelle, enchaînée par la promesse faite à Béatrice, ne peut révéler la vérité. À l'auberge, une fois résolu l'erreur de destinataire de de la bourse des cent ducats, Arlequin se prépare à ordonner le repas de ses deux maîtres ; il s'entretient avec Brighella du choix du menu. Vient l'heure du service et voici Arlequin contraint, pour contenter ses deux maîtres, de s'agiter comme un beau diable, se multipliant de la salle où dînent Béatrice Federigo et son hôte Pantalon, à la chambre où est logé Florindo. Survient Sméraldine, qui apporte un message de Clarisse à Federigo Rasponi : dans sa lettre, Clarisse supplie Béatrice de l'aider à briser le cercle infernal d'équivoques qu'elle a provoqué. La femme de chambre croise Arlequin qui lui fait la cour et en profite pour ouvrir la lettre de Clarisse. Béatrice fait bastonner Arlequin pour le punir de son initiative. Florindo, à son tour, bat Arlequin qui a très mal au dos.

### Acte III
En mettant de l'ordre dans les affaires de ses deux maîtres, Arlequin se trompe. Il range dans la malle de Florindo le portrait que celui-ci avait donné à Béatrice et dans la malle de Béatrice, le livre de comptes de Florindo contenant des lettres que Béatrice lui a écrites. Ayant découvert le portrait, Florindo interroge Arlequin qui prétend en avoir hérité d'un ancien maître défunt. À Béatrice bouleversée de trouver le carnet de Florindo dans ses affaires, Arlequin raconte une fable de la même eau. Les deux amants sont accablés de désespoir. Pantalon rencontre Silvio et lui révèle la clé de l'imbroglio : Federigo n'est autre que Béatrice. Clarisse pourra donc rester fidèle à la promesse qu'elle avait faite au jeune homme.
À l'auberge, Béatrice et Florindo sont sur le point de se suicider lorsque l'intervention de Brighella les arrête. Les deux amants se reconnaissent, s'embrassent et se racontent l'un l'autre leurs rocambolesques aventures. Dans la maison de Pantalon, Silvio et Clarisse se réconcilient en présence de Pantalon et du Docteur. Ils sont bientôt rejoints par Béatrice, qui a abandonné ses habits d'homme, et par Florindo, tout émoustillés encore du bonheur de leurs retrouvailles. Tout sera dit enfin lorsque Sméraldine et Arlequin, aussitôt résolue la dernière embrouille provoquée par le drôle, couronneront,  à leur tour, leur rêve amoureux.

## Personnages
- Pantalon Dei Bisognosi
- Clarice, sa fille
- Docteur Lombardi
- Silvio, son fils
- Béatrice, Turinoise, en habit masculin, sous le nom de Federigo Rasponi
- Florindo Aretusi, Turinois, amant de Béatrice
- Brighella, hôtelier
- Sméraldine, femme de chambre de Clarice
- Arlequin, valet de Béatrice, puis de Florindo
- Le garçon de l'hôtellerie
- le serviteur de Pantalon
- Deux portefaix
- Valets de l'hôtellerie, rôles muets

## Adaptations françaises
- 1746 : Venise, Teatro San Samuele
- 1961 : mise en scène René Jauneau, Comédie de l'Est[4]
- 1961 : mise en scène Edmond Tamiz, Théâtre Récamier[5]
- 1967 : mise en scène Jean-Louis Thamin, Théâtre Mouffetard[6]
- 1973 : mise en scène Giorgio Strehler, TNP[7]
- 1977 : mise en scène Alain Bézu et Claude Juin, Théâtre des Deux-Rives[8]
- 1979 : mise en scène Alain Sabaud, Maison de la culture de Nantes[9],[10]
- 1980 : mise en scène Marcelle Tassencourt, Théâtre Montansier[11]
- 1982 : mise en scène Alain Barberat et Bertrand Morando, Théâtre de la Villa[12]
- 1986 : mise en scène Alain Béhar et Jean-Luc Gonsalez, Cité Internationale universitaire de Paris[13]
- 1990 : mise en scène René Jauneau, XXVIe nuit de l'enclave des papes[14],[15]
- 1992 : mise en scène Jean-Louis Thamin, Théâtre des 13 vents[16]
- 1999 : mise en scène Toni Cafiero, ATP d'Uzès[17]
- 2000 : mise en scène Serge Lipszyc, Théâtre de Bourg-en-Bresse[18],[19]
- 2001 : mise en scène Alberto Nason, Nuits d'en Civade[20],[21]
- 2006 : mise en scène José Renault, Espace Simone Signoret[22]
- 2006 : mise en scène Carlo Boso, Cour du Barouf[23]
- 2007 : mise en scène Orlando Arocha et Gaël Rabas, Scène nationale de Bayonne et du Sud Aquitain[24],[25]
- 2009 : mise en scène Alberto Nason, Théâtre du Puy-en-Velay[26]
- 2011 : mise en scène Attilio Maggiulli, Comédie-Italienne[27]
- 2013 : mise en scène Carlo Boso, Cour du Barouf[28]
- 2019 : mise en scène Charlotte Matzneff, Théâtre le Ranelagh[29],[30]